# Betrayed
Pour les articles homonymes, voir Betrayed (homonymie).
Cet article concerne le film de Raoul Walsh. Pour le film de D. W. Griffith, voir L'Empreinte digitale (Betrayed by a Handprint). Pour le film de Costa-Gavras, voir La Main droite du diable (Betrayed).
Pour plus de détails, voir Fiche technique et Distribution.
Betrayed est un film américain muet réalisé par Raoul Walsh et sorti en 1917.

## Synopsis

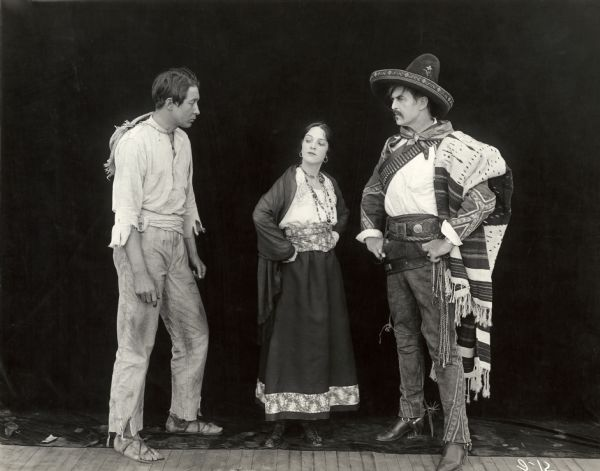
De gauche à droite : Monte Blue, Miriam Cooper, Hobart Bosworth.

Carmelita Carrito, une jeune femme mexicaine, a comme amoureux Pepo, même si elle se sent attirée par le bandit Leopoldo Juares lorsque celui-ci cherche refuge chez elle. Après son départ, Carmelita attend son retour à la fenêtre, au point de tomber de sommeil. Un jeune officier américain, William Jerome, est à la recherche de Juares, et Carmelita, fascinée par le gringo, lui dit où elle doit retrouver le bandit. Découvrant sa trahison, Juares la force à porter son chapeau et son manteau et Jerome, la prenant pour le bandit, la tue. Pour cela, il est condamné au peloton d'exécution.
Carmelita se réveille alors que des troupes américaines, conduites par Pepo, arrivent pour capturer Juares. Pepo capture le bandit et gagne le cœur de Carmelita, et une forte récompense.

## Fiche technique
- Titre original : Betrayed
- Réalisation : Raoul Walsh
- Scénario : Raoul Walsh
- Photographie : Dal Clawson
- Production : William Fox
- Société de production : Fox Film Corporation
- Société de distribution : Fox Film Corporation
- Pays d’origine :  États-Unis
- Langue originale : anglais
- Format : noir et blanc — 35 mm — 1,37:1 — film muet
- Genre : drame
- Durée : 5 bobines
- Date de sortie :
  - États-Unis : 2 septembre 1917

## Distribution
- Miriam Cooper : Carmelita
- James A. Marcus : Carpi, le père de Carmelita
- Hobart Bosworth : Leopoldo Juares
- Monte Blue : Pepo Esparenza
- Wheeler Oakman : William Jerome